# Mandriva Linux
Mandriva Linux（マンドリーバ・リナックス）は、かつて存在したLinuxディストリビューションの一つである。旧名称はMandrakelinux。

## 概要
開発母体はフランスの Mandriva（旧MandrakeSoft）で、同社の共同創設者であるガエル・デュバルによって始められた。1998年7月、Red Hat Linuxをベースにして、最初のバージョンであるLinux Mandrake 5.1をリリースした。
Pentiumクラス以上のCPU用に最適化されるように設計されている。デスクトップ環境は、2010.2まではGNOMEとKDEを標準でサポートし、インストール時にユーザーが選択することができる。Xfceもオプションで用意される。2011ではKDEのみのサポートとなった。

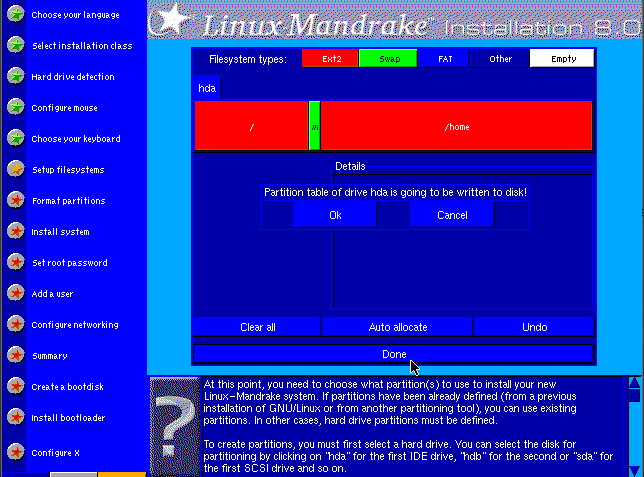
Installation screen of Linux-Mandrake 8.0
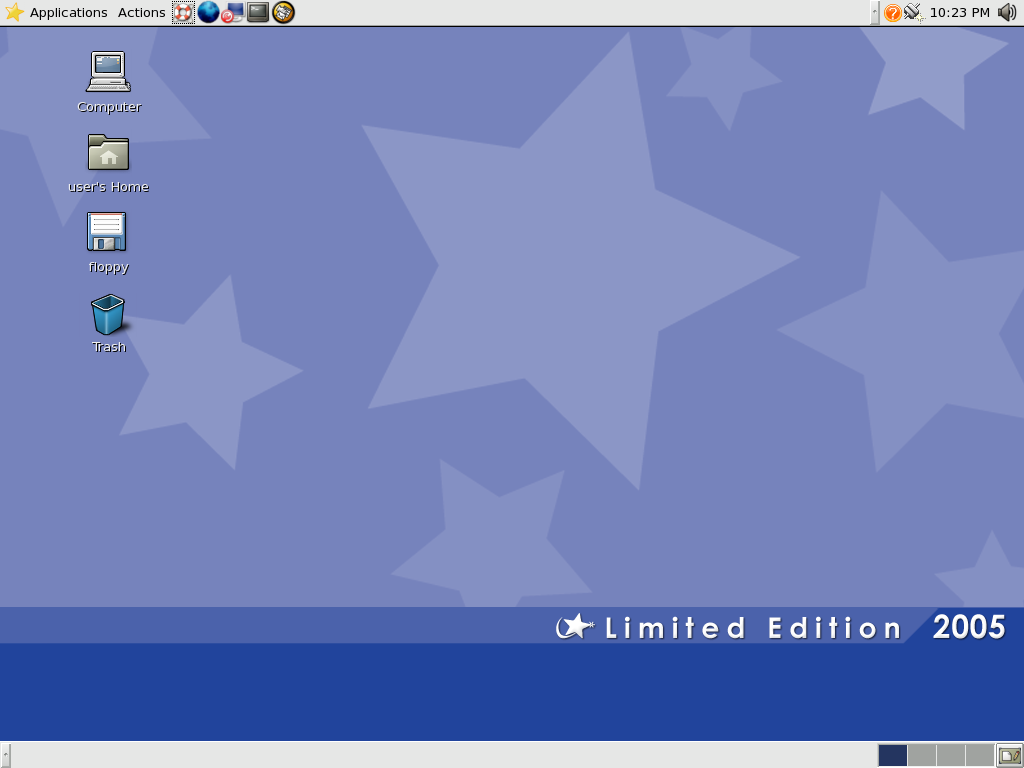
Limited Edition 2005 - GNOME 2.8 Desktop
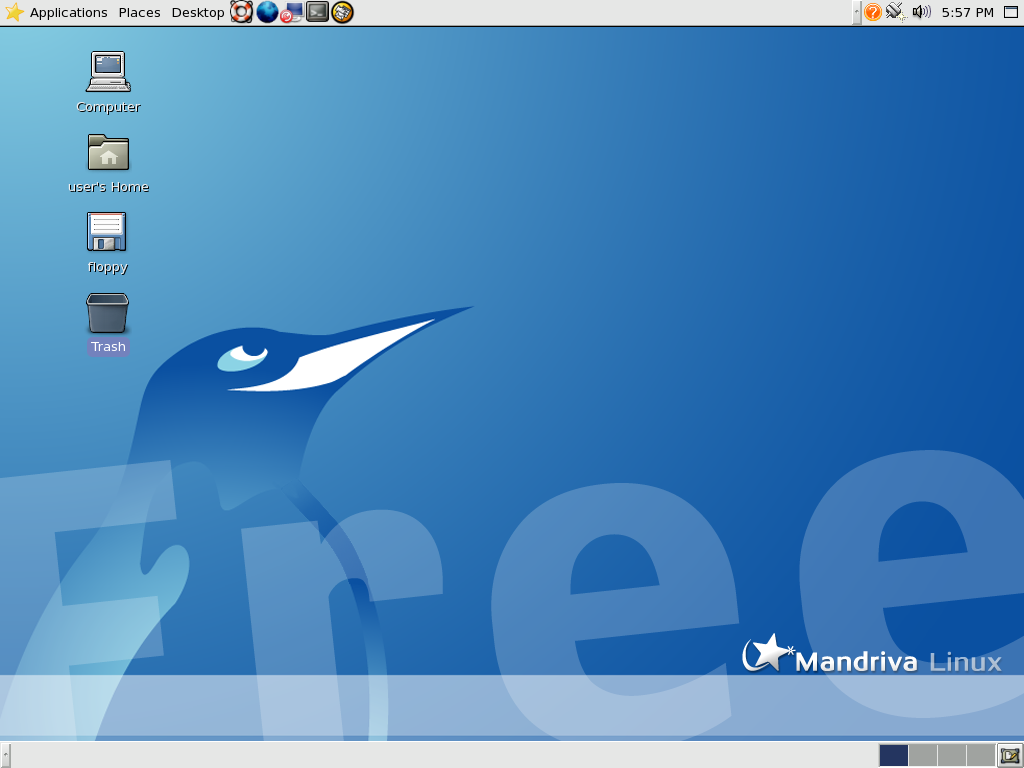
2006 Free Edition - GNOME 2.10 Desktop
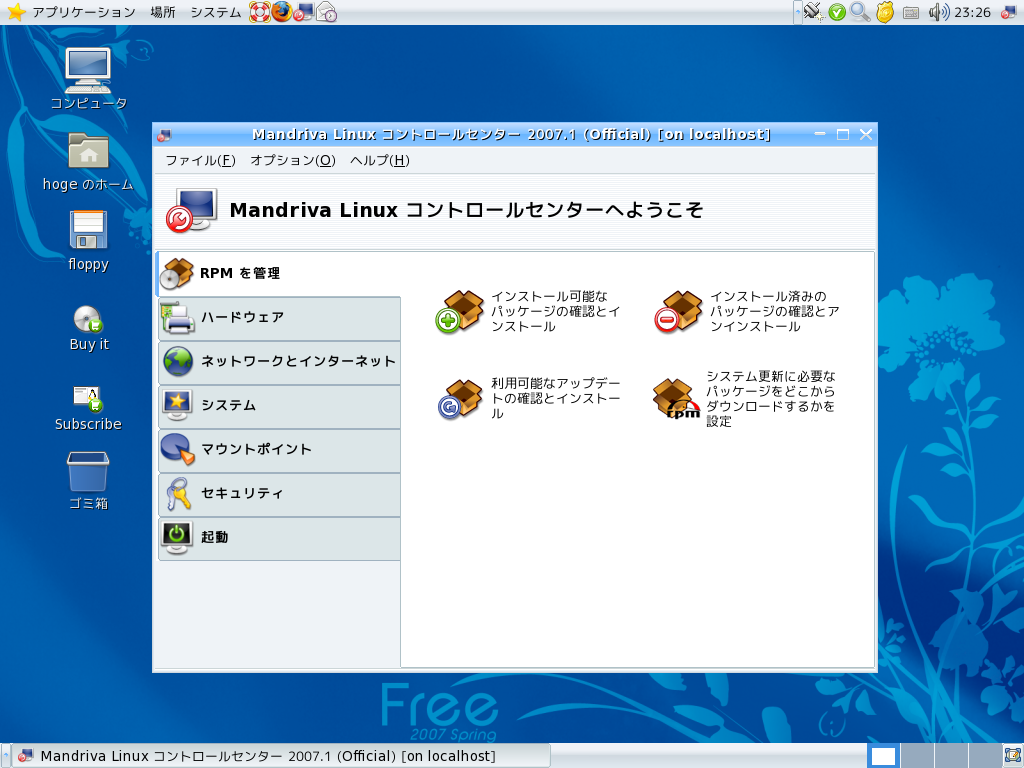
2007 Spring Edition - GNOME 2.18 Desktop
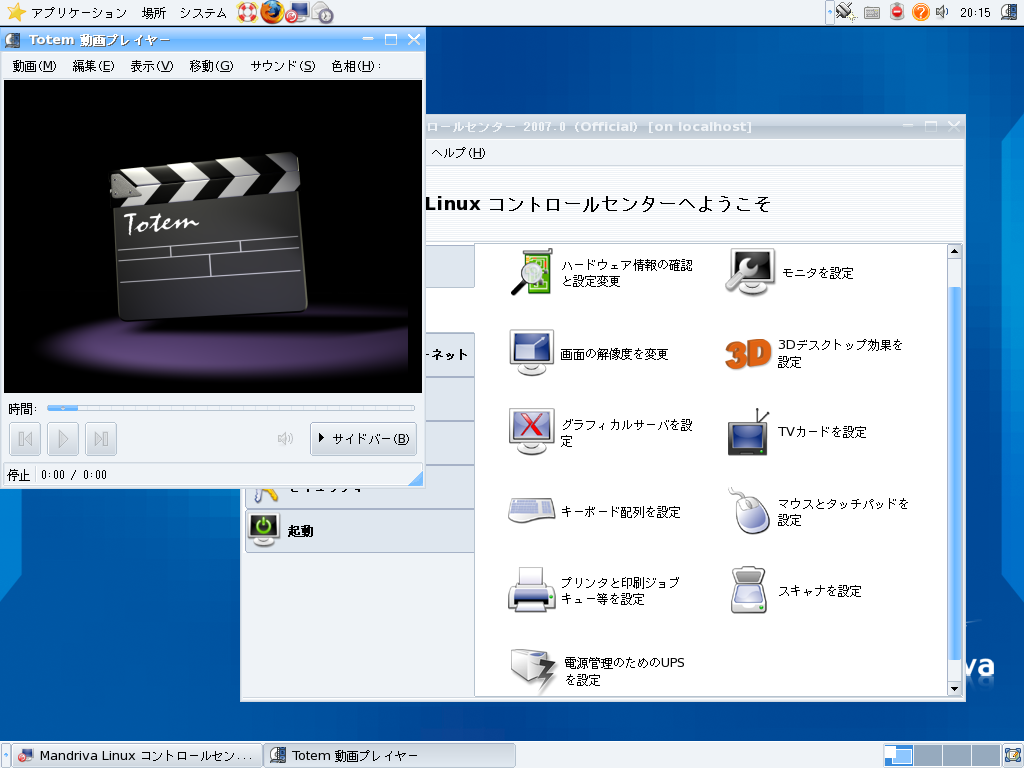
2007 Free Edition - GNOME 2.16 Desktop
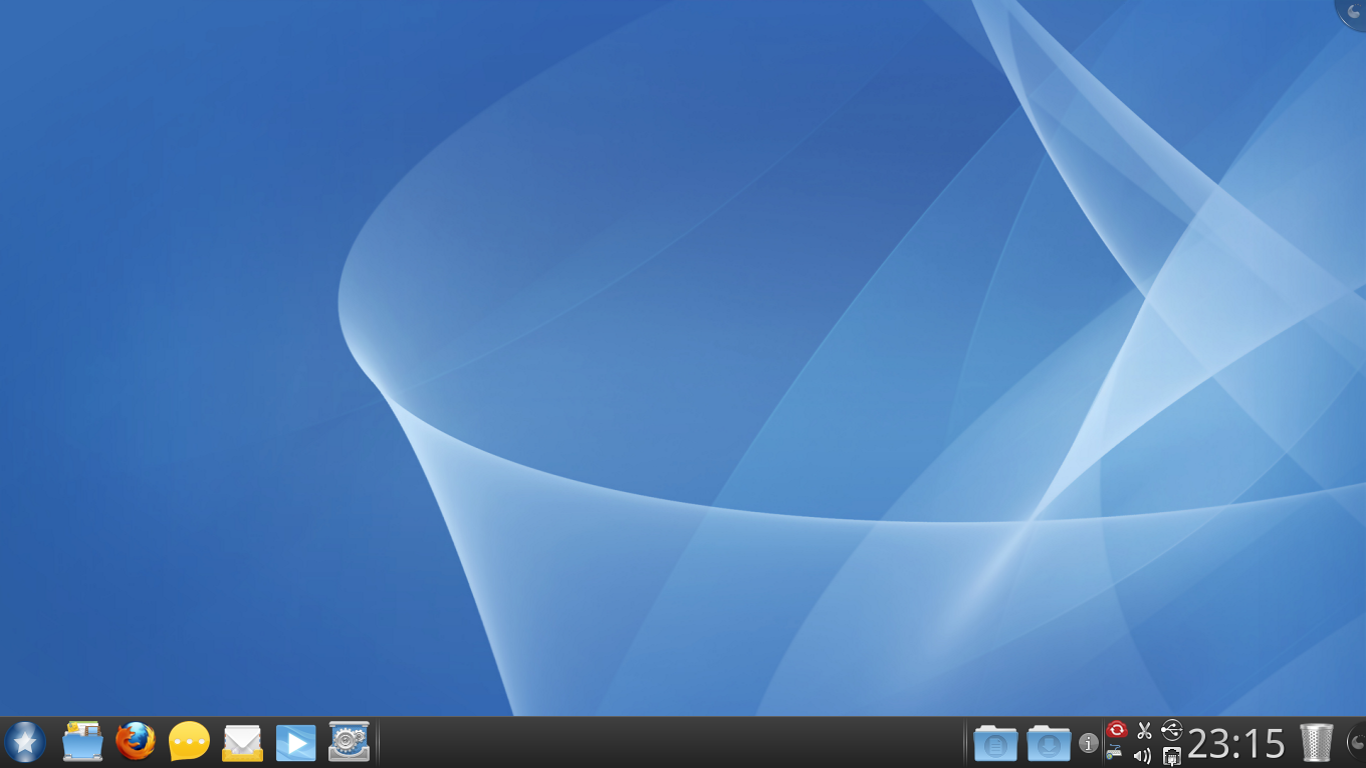
Mandriva Linux 2011 デスクトップ

Live CD版のMandriva Oneには、GNOME版とKDE版がある。

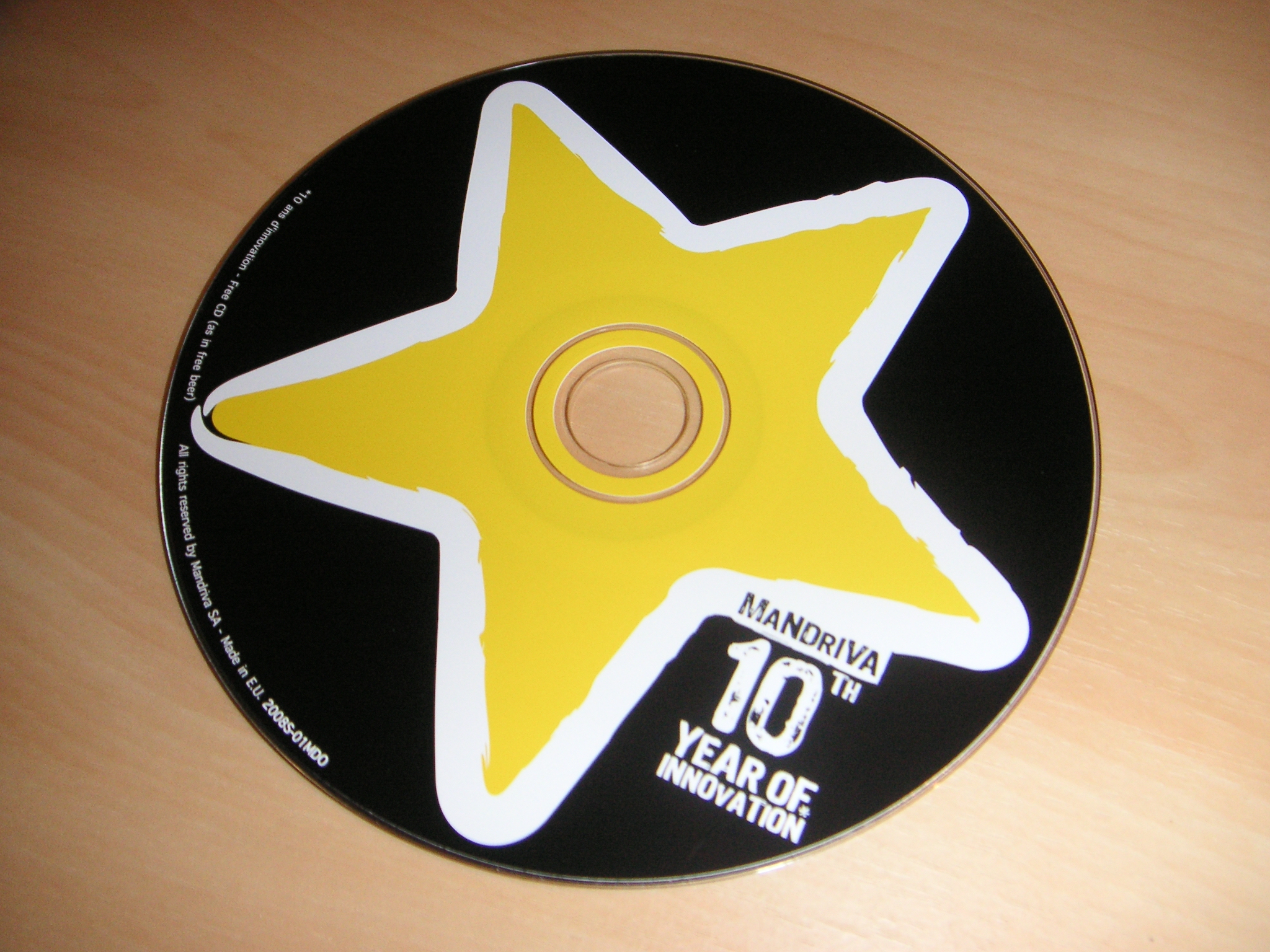
Mandriva Linux One's Live CD

## 旧Mandrakeの名称
当初、バージョン5.1から8.0まではLinux Mandrake、8.1から9.2まではMandrake Linuxという名称であった。しかし、商標権を侵害しているとの理由でMandrakeSoft（当時）が提訴されたため、同社は対策として10.0から10.1までの名称は、MandrakeとLinuxの間のスペースを取り除くとともにLinuxの"L"を小文字に変えて一つの単語にし、Mandrakelinuxとした。

## MandrakeからMandrivaへ
MandrakeSoftがブラジルのLinuxディストリビューターであるConectiva社を買収したため、2005年4月7日、Mandrivaに社名変更したことに伴いMandrakelinuxもMandriva Linuxへ名称変更する。「Mandriva」とはMandrakeとConectivaの名称を掛け合わせたものである。この名称変更によって商標権の問題は沈静化する見込みである。開発ロードマップも変更され、Conectiva社のLinuxディストリビューションであったConectiva Linuxとの統合を図ることとなった。
旧MandrakelinuxとConectiva Linuxの統合ディストリビューションは2006年に完成する見込みであると発表された。完成するまでの臨時の措置として、2005年4月13日に「Mandriva Linux Limited Edition 2005」をリリースした。Limited Edition 2005は「Mandriva Linux」の名でリリースされたが、まだConectiva Linuxの統合部分は含まれておらず、旧Mandrakelinuxのシステムで構築されており、システム内では「Mandrakelinux」という名称が使われたままであった。旧Mandrakelinuxのシステムでのリリースはこれが最後となった。
同社創業者の一人であった Gaël Duval はその後解雇され、新たなLinuxディストリビューションの開発に従事している。もともと開発者層が比較的厚いとされるMandrivaではあったが、後年は、Linux Mandrake 7.0からMandriva Linux 2007に至る7年間の間にリリースマネージャとして関わってきた Warly が2007年2月にMandrivaを去ったり、パッケージマネージャであった Texstar がPCLinuxOSというLinuxディストリビューションを開発してユーザーに影響を与えるなど、主要な開発者の異動が見られた。
2010年9月には主要な開発者やコミュニティがMandriva Linuxから独立し、Mageia（マギア）というフォークを立ち上げている。Mandriva Linux自体もフリー版はOpenMandriva Lxとしてフォークし、OpenMandriva Associationに移管している。Mandriva社は商用版に専念することとなった。
2015年5月にMandriva社は倒産したため、開発も、事実上終了した。

## メンテナンスの容易さ

### urpmi
urpmi は "User mode rpm install" というMandriva Linux独自のパッケージ管理ツールであり、APTのようにパッケージ間の依存関係も自動的に解決しつつ、任意のパッケージのインストールや削除を行うことができる。urpmiには、グラフィカルなフロントエンドとしてgurpmiが存在する。

### rpmdrake

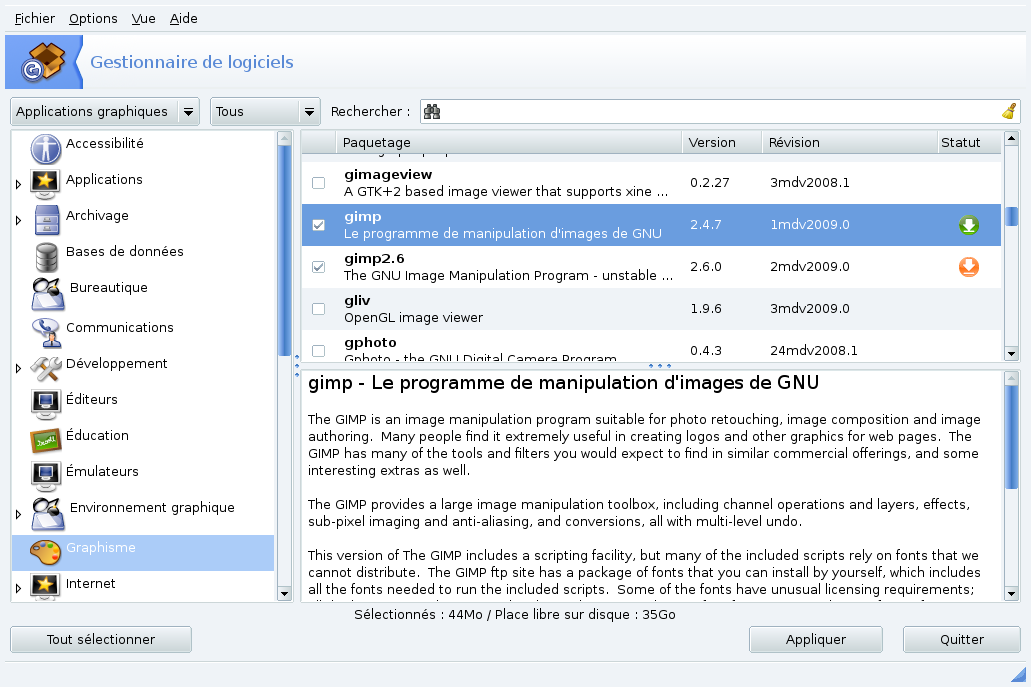
Rpmdrake, Mandriva's graphical package manager

Mandriva Linuxには、rpmdrakeというグラフィカルなパッケージ管理ツールも用意されている。実質的にはurpmiによって内部処理が実行される。
さらに、デスクトップ上のパネルには、最新パッケージの更新を自動的に通知するアイコンが置かれている。2007 Springのバージョン以降は、Mandriva Clubの会員となってオンラインアップデートのサブスクリプションを購入しなくても、このアプレットを利用して自動更新が行えるようになった。

### Smartパッケージ・マネージャ
Smartパッケージ・マネージャとは、かつてブラジルに存在したConectiva社の技術者 Gustavo Niemeyerによって新規に開発されたパッケージ管理ツールである。現在、Conectiva社はMandriva社に吸収合併されたため、SmartはオプションとしてMandriva Linuxでも公式に提供されるようになった。専用のグラフィカルなインターフェースも備えており、Mandriva Linux以外の多くのLinuxディストリビューションにおいても、このパッケージ・マネージャが配布されるようになった。

## 歴史
リリース年月日 / リリース名（※括弧内はコードネームあるいは正式名）
- 1998年7月23日 Linux Mandrake 5.1 （Venice） リリース
- 1998年12月1日 Linux Mandrake 5.2 （Leeloo） リリース
- 1999年2月11日 Linux Mandrake 5.3 （Festen） リリース
- 1999年5月27日 Linux Mandrake 6.0 （Venus） リリース
- 1999年9月14日 Linux Mandrake 6.1 （Helios） リリース
- 2000年1月14日 Linux Mandrake 7.0 （Air） リリース
- 2000年6月13日 Linux Mandrake 7.1 （Helium） リリース
- 2000年10月30日 Linux Mandrake 7.2 （Odyssey） リリース ※ベータ版でのコードネームは「Ulysses」
- 2001年4月19日 Linux Mandrake 8.0 （Traktopel） リリース
- 2001年10月22日 Mandrake Linux 8.1 （Vitamin） リリース
- 2002年3月18日 Mandrake Linux 8.2 （Bluebird）リリース
- 2002年11月7日 Mandrake Linux 9.0 （Dolphin） リリース
- 2003年3月25日 Mandrake Linux 9.1 （Bamboo） リリース
- 2003年10月14日 Mandrake Linux 9.2 （FiveStar） リリース
- 2004年3月4日 Mandrakelinux 10.0 （10.0 Community） リリース ※コミュニティによるフィードバックを目的としたリリース
- 2004年4月14日 Mandrakelinux 10.0 （10.0 Official） リリース ※Community版でのフィードバックを元に、改良した版のリリース
- 2004年9月16日 Mandrakelinux 10.1 （10.1 Community） リリース
- 2004年10月27日 Mandrakelinux 10.1 （10.1 Official） リリース
- 2005年4月7日 Mandriva Linuxに名称変更。
- 2005年4月13日 Mandriva Linux Limited Edition 2005 （10.2 Official） リリース
- 2005年10月6日 Mandriva Linux 2006 (2006 Official) リリース
- 2005年11月14日 Mandriva Linux 2006 Free Download Edition リリース
- 2006年10月4日 Mandriva Linux 2007 (2007 Official) Commercial Edition リリース
- 2006年10月5日 Mandriva Linux 2007 Free Download Edition リリース
- 2007年4月17日 Mandriva Linux 2007 Spring (2007.1 Official) リリース
- 2007年10月9日 Mandriva Linux 2008 (2008.0 Official) リリース
- 2008年4月9日 Mandriva Linux 2008 Spring (2008.1 Official) リリース
- 2008年10月9日 Mandriva Linux 2009 (2009.0 Official) リリース
- 2009年4月29日 Mandriva Linux 2009 Spring (2009.1 Official) リリース
- 2009年11月3日 Mandriva Linux 2010 (2010.0 Official) リリース
- 2010年7月8日 Mandriva Linux 2010 Spring (2010.1 Official) リリース
- 2010年12月22日 Mandriva Linux 2010.2 (2010.2 Official) リリース
- 2011年8月29日 Mandriva Linux 2011 (2011 Official) リリース

## 派生版

Red Hat 系統樹

### urpmi系
※urpmi系派生版一覧に掲載。urpmi（Rpmdrake）も参照。
| 配布版          | 説明                                         |
| --------------- | -------------------------------------------- |
| Mageia          | Mandriva Linuxを母体に開発。オープンソース。 |
| OpenMandriva Lx | Mandriva Linux派生。                         |
| Unity Linux     | Mandriva Linux派生。                         |

### apt-rpm系
※apt-rpm系派生版一覧に掲載。APT-RPMも参照。
| 配布版    | 説明                                                                    |
| --------- | ----------------------------------------------------------------------- |
| PCLinuxOS | Mandriva Linuxを母体に開発。デスクトップ指向。Live CDとしても使用可能。 |